# Nguyễn Xuân Anh
Nguyễn Xuân Anh (sinh ngày 1 tháng 1 năm 1976) là chính trị gia người Việt Nam. Ông từng là Chủ tịch Hội đồng nhân dân thành phố Đà Nẵng khóa IX. Trong Đảng Cộng sản Việt Nam, ông từng giữ chức Ủy viên Ban Chấp hành Trung ương Đảng khóa XII, Bí thư Thành ủy Đà Nẵng khóa XXI.

## Xuất thân
Nguyễn Xuân Anh sinh ngày 1 tháng 1 năm 1976, nguyên quán xã Hòa Tiến, huyện Hòa Vang, thành phố Đà Nẵng. Ông là con trai cả của ông Nguyễn Văn Chi, chính trị gia từng là Ủy viên Bộ Chính trị khóa X (2006-2011), Bí thư Trung ương Đảng, Chủ nhiệm Ủy ban Kiểm tra Trung ương (2003-2011).

## Giáo dục
Từ năm 1991 đến năm 1994, ông là học sinh Trường THPT chuyên Lê Quý Đôn, Đà Nẵng.
Từ tháng 2 năm 1995 đến tháng 9 năm 1998, ông học cử nhân Quản trị Kinh doanh trường Humber College, Canada.
Từ tháng 3 năm 2001 đến tháng 9 năm 2002, ông học thạc sĩ Quản trị Kinh doanh trường California Southern University (Mỹ).
Từ tháng 3 năm 2005 đến tháng 12 năm 2006 ông lấy bằng tiến sĩ hệ chính quy (online, học từ xa qua mạng), chuyên ngành Quản trị kinh doanh của Trường Southern California University for Professional Studies (SCUPS). Trường này sau tháng 10 năm 2007 đổi tên thành California Southern University, bằng cấp của trường này không được Bộ Giáo dục và Đào tạo Việt Nam công nhận.

## Sự nghiệp
Từ năm 1999 - 8/2006: Phóng viên, Phó ban, Trưởng ban Quốc tế Báo Thanh niên.
Từ 8/2006 - 3/2008: Phó Giám đốc Trung tâm Xúc tiến Đầu tư thành phố Đà Nẵng.
Từ 3/2008 - 4/2009: Phó Chủ tịch Thường trực Ủy ban nhân dân quận Liên Chiểu.
Từ 4/2009 - 8/2009: Phó Bí thư Quận ủy Liên Chiểu.
Từ 8/2009 - 20/6/2011: Bí thư Quận ủy Liên Chiểu.
Tháng 1/2011, tại Đại hội Đảng Cộng sản Việt Nam lần thứ XI, được bầu làm Ủy viên Dự khuyết Ban Chấp hành Trung ương Đảng.
Ngày 20/6/2011, được Hội đồng nhân dân thành phố Đà Nẵng bầu giữ chức Phó Chủ tịch Ủy ban nhân dân thành phố.
Ngày 2/4/2014, Ban Chấp hành Đảng bộ Tp Đà Nẵng đã bầu ông Nguyễn Xuân Anh giữ chức Phó Bí thư Thành ủy nhiệm kỳ 2010-2015.
Ngày 16/10/2015 Ban Chấp hành Đảng bộ Tp Đà Nẵng khóa XXI, tại kì họp thứ nhất, đã bầu ông Nguyễn Xuân Anh giữ chức Bí thư Thành ủy nhiệm kỳ 2015-2020. Thời điểm được bầu, ông là một trong hai Bí thư tỉnh thành trẻ nhất Việt Nam (người kia là ông Nguyễn Thanh Nghị - Bí thư Tỉnh ủy Kiên Giang).

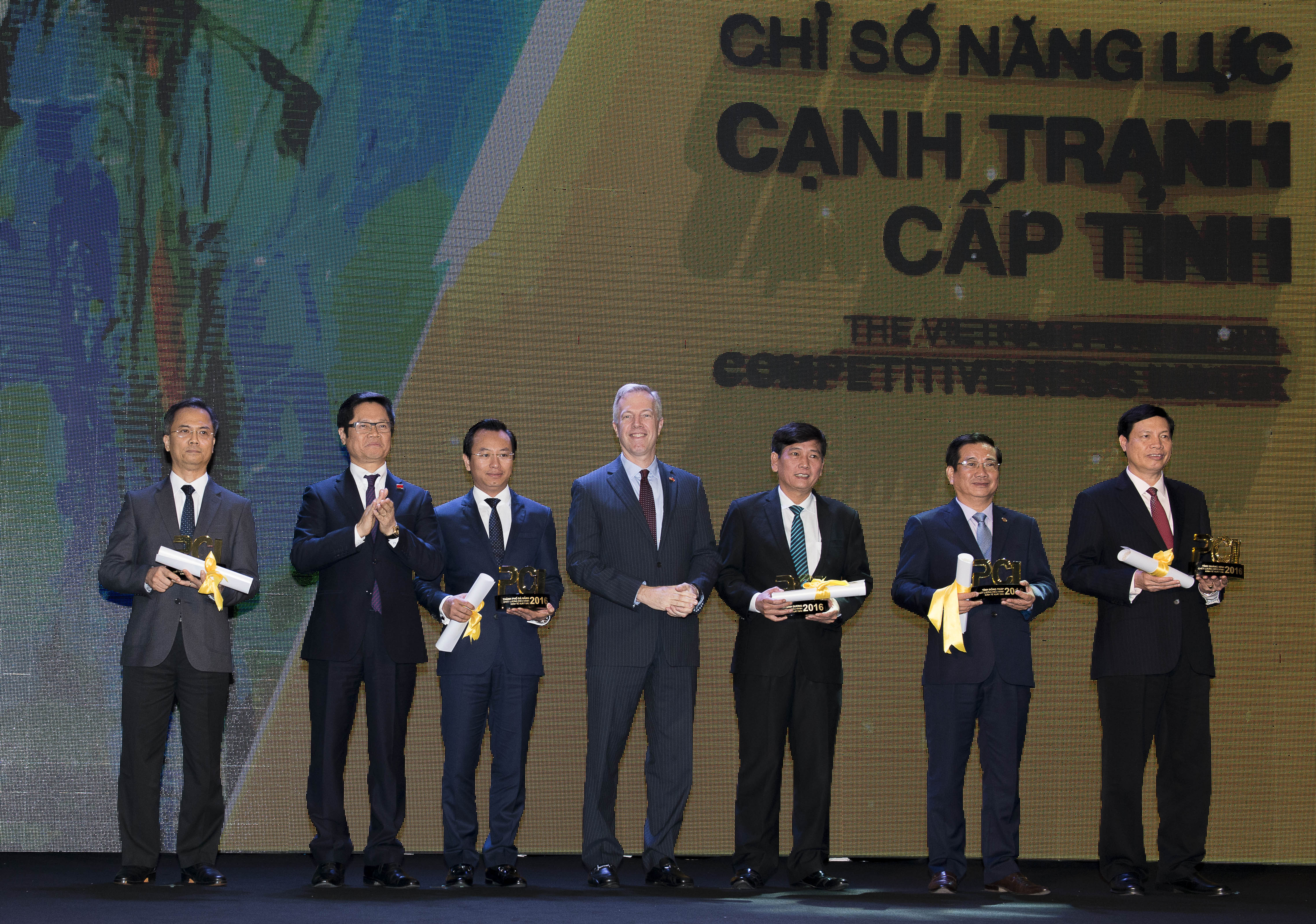
Nguyễn Xuân Anh (thứ 3 từ trái sang) năm 2016

Ngày 26/1/2016, tại Đại hội Đảng toàn quốc lần thứ XII, Nguyễn Xuân Anh được bầu làm Ủy viên chính thức Ban Chấp hành Trung ương Đảng nhiệm kì 2016-2021.
Sáng ngày 16/6/2016, tại kì họp thứ nhất, Hội đồng nhân dân Tp Đà Nẵng khóa IX nhiệm kì 2016-2021 đã bầu ông Nguyễn Xuân Anh, Bí thư Thành ủy Đà Nẵng giữ chức vụ Chủ tịch Hội đồng nhân dân thành phố với tỷ lệ phiếu tán thành 100%.
Ngày 18/9/2017 Ủy ban Kiểm tra Trung ương Đảng Cộng sản Việt Nam thông báo kết quả kiểm tra khi có dấu hiệu vi phạm đối với Ban Thường vụ Thành ủy Đà Nẵng và một số cá nhân. Theo đó, những vi phạm, khuyết điểm của Ban Thường vụ Thành ủy Đà Nẵng nhiệm kì 2015-2020, ông Nguyễn Xuân Anh (Ủy viên Trung ương Đảng, Bí thư Thành ủy, Chủ tịch HĐND thành phố) và ông Huỳnh Đức Thơ (Phó Bí thư Thành ủy, Bí thư Ban Cán sự Đảng, Chủ tịch UBND thành phố) là nghiêm trọng, làm ảnh hưởng xấu đến uy tín của tổ chức đảng và cá nhân, gây bức xúc trong cán bộ, đảng viên và nhân dân, "đến mức phải thi hành kỷ luật". Một trong số các sai phạm là ông và thư ký nhận hối lộ của Vũ "nhôm" mỗi người 1 căn nhà. 
Ngày 6/10/2017, ông đã bị Ban Chấp hành Trung ương Đảng Cộng sản Việt Nam khóa XII thi hành kỉ luật bằng hình thức cách chức Bí thư Thành ủy Đà Nẵng, Ủy viên Ban Thường vụ, Ủy viên Ban Chấp hành Đảng bộ thành phố Đà Nẵng nhiệm kỳ 2015-2020 và thôi giữ chức Ủy viên Ban Chấp hành Trung ương Đảng khóa XII.
Sáng ngày 24 tháng 11 năm 2017, tại phiên họp bất thường của Hội đồng nhân dân thành phố Đà Nẵng, toàn bộ 48 đại biểu có mặt (ông đã xin phép vắng mặt) bỏ phiếu tán thành bãi nhiệm chức danh Chủ tịch và đại biểu Hội đồng nhân dân thành phố Đà Nẵng khóa IX. Ông Nguyễn Nho Trung được Thường trực HĐND Tp Đà Nẵng phân công tạm thời phụ trách Hội đồng nhân dân thành phố Đà Nẵng.

## Gia đình
Nguyễn Xuân Anh là con trai cựu Ủy viên Bộ Chính trị Nguyễn Văn Chi. Vợ Nguyễn Xuân Anh là Bùi Thị Diễm, sinh năm 1984, người Cần Thơ, là Hoa hậu phụ nữ Việt Nam qua ảnh năm 2004. Hai người thành hôn vào ngày 29 tháng 3 năm 2008. Tính đến ngày 3 tháng 2 năm 2016, họ có 2 con trai.
Em trai Nguyễn Xuân Anh tên là Nguyễn Xuân Ảnh (sinh ngày 20 tháng 2 năm 1983) từng là Phó Cục trưởng Cục Đường bộ Việt Nam.

## Tranh cãi

### Vụ đi xe doanh nhân bị cho là mang biển giả
Chiếc xe biển số xanh 43A-299* hiệu Toyota, mà Bí thư Thành ủy Nguyễn Xuân Anh đang dùng, bị cho là mang bảng số giả vì trùng số với xe Land Rover của doanh nhân mà đã tặng cho Đà Nẵng chiếc Toyota. Thành ủy Đà Nẵng cho đó là chuyện bình thường vì xe sau mang bảng số trắng.
Thông tin sai về việc này, chuyên trang điện tử của báo Văn Nghệ Trẻ, ngày hôm sau (22/2/2017) bị yêu cầu đóng cửa. Các báo trong nước nói lý do chính thức mà chuyên trang này bị yêu cầu đóng cửa là có đuôi tên miền .net trong khi chỉ được cấp phép cho đuôi miền .com.vn. Tờ báo "mẹ" của Văn Nghệ Trẻ, báo Văn Nghệ, cũng bị Bộ Thông tin - Truyền thông xử phạt 30 triệu đồng.
Chiều 3/3/2017, ông Đào Tấn Bằng - Chánh Văn phòng Thành ủy Đà Nẵng cho biết: Thực hiện ý kiến chỉ đạo của Thủ tướng Nguyễn Xuân Phúc tại phiên họp chính phủ vừa qua, Thường trực Thành ủy chỉ đạo Văn phòng Thành ủy trả lại chiếc xe nói trên cho doanh nghiệp (Công ty Trách nhiệm Hữu hạn Minh Hưng Phát).

## Kỷ luật
Theo kết luận của Ủy ban Kiểm tra Trung ương, ông Nguyễn Xuân Anh đã sử dụng bằng cấp không đúng quy định, thiếu trung thực; thiếu gương mẫu trong việc nhận, sử dụng ôtô và 2 căn nhà do các doanh nghiệp của Phan Văn Anh Vũ (tức Vũ nhôm) biếu cũng như ủy nhiệm cho dùng.
Từ ngày 13 đến 16/9/2017, tại Hà Nội, Ủy ban Kiểm tra Trung ương họp kỳ thứ 17. Ông Trần Quốc Vượng, Ủy viên Bộ Chính trị, Bí thư Trung ương Đảng, Chủ nhiệm Ủy ban Kiểm tra Trung ương, chủ trì kì họp. Theo kết luận của kì họp, ông Nguyễn Xuân Anh, Ủy viên Trung ương Đảng, Bí thư Thành ủy, Chủ tịch HĐND thành phố Đà Nẵng có các vi phạm, khuyết điểm sau:
- Với cương vị là người đứng đầu Thành ủy, ông Xuân Anh chịu trách nhiệm chính về những vi phạm, khuyết điểm của Ban Thường vụ Thành ủy nhiệm kì 2015-2020.
- Vi phạm nguyên tắc tập trung dân chủ và các quy định của Đảng, Nhà nước về công tác cán bộ; chủ trì xem xét, quyết định một số nhân sự có biểu hiện áp đặt; trực tiếp chỉ đạo nhiều công việc cụ thể của chính quyền. Những việc làm của ông Nguyễn Xuân Anh đã gây phân tâm, ảnh hưởng đến sự đoàn kết, thống nhất trong Ban Thường vụ Thành ủy.
- Kê khai, sử dụng bằng cấp không đúng quy định, thiếu trung thực, vi phạm tiêu chuẩn cấp ủy viên và quy định những điều Đảng viên không được làm.
- Thiếu gương mẫu trong việc nhận, sử dụng ôtô do doanh nghiệp biếu, tặng và sử dụng 2 nhà ở của doanh nghiệp, gây dư luận xấu trong xã hội.

Ủy ban Kiểm tra Trung ương kết luận những vi phạm, khuyết điểm của ông Nguyễn Xuân Anh là nghiêm trọng, làm ảnh hưởng xấu đến uy tín của tổ chức Đảng và cá nhân, gây bức xúc trong cán bộ, đảng viên và nhân dân, đến mức phải thi hành kỉ luật.
Ngày 6/10/2017, ông đã bị Ban Chấp hành Trung ương Đảng Cộng sản Việt Nam khóa XII thi hành kỉ luật bằng hình thức cách chức Bí thư Thành ủy Đà Nẵng, Ủy viên Ban Thường vụ, Ủy viên Ban Chấp hành Đảng bộ thành phố Đà Nẵng nhiệm kỳ 2015-2020 và thôi giữ chức Ủy viên Ban Chấp hành Trung ương Đảng khóa XII.

### Đánh giá sự cố
Cựu Phó Trưởng ban Tổ chức Trung ương Nguyễn Đình Hương cho rằng việc đưa đến sự cố Nguyễn Xuân Anh là do công tác quản lý cán bộ, chọn người không đúng đưa vào cấp ủy, chọn người không qua rèn luyện thử thách, không có dấu ấn gì đối với Đà Nẵng, đó là hiện tượng "con ông cháu cha".

## Phát biểu
- | “ | Với TP du lịch mình, tôi cho rằng không thể không có mại dâm, nhưng đừng có bầy hầy như Hà Nội, TP. HCM để mà khám phá ra mấy cái quán karaoke này kia quá là bầy hầy, quá quắt. | ” |
- | “ | Nếu có đồng chí nào phát hiện hay tìm hiểu ra tôi có một lô đất nào ngoài căn nhà tôi đang ở số 43 Nguyễn Thái Học thì tôi xin hoàn toàn chịu trách nhiệm, thậm chí có thể từ chức bí thư thành ủy. Tôi nói đến mức như thế, một lô đất thôi. (31/12/2015) | ” |
- | “ | Không có gì qua mắt được nhân dân. Phải làm sao để người dân cảm thấy được tôn trọng và phát biểu ý kiến của mình. Càng dân chủ thì càng minh bạch, càng công khai và chống tham nhũng sẽ hiệu quả hơn. Việt Nam đang thiếu sự minh bạch này. | ” |
- | “ | Xin nói thẳng là không có đại gia nào có khả năng chi phối lãnh đạo Tp Đà Nẵng. Tôi là cán bộ trẻ, còn công tác lâu dài nên chẳng việc gì phải thế này thế kia. Tôi không có việc gì mà phải đánh đổi truyền thống gia đình, không ai có thể chi phối.(12/7/2017) | ” |